# Franz Waxman
Franz Waxman, geboren als Franz Wachsmann (Königshütte (Silezië), 24 december 1906 – Los Angeles, 24 februari 1967) was een Amerikaanse componist van Duits-Joodse afkomst.
Hoewel hij ook absolute muziek schreef, wordt Waxman toch vooral herinnerd als een componist van filmmuziek in de klassiek laat-romantische traditie. Erich Wolfgang Korngold was zijn voorbeeld en hij wedijverde in dezelfde tijd als Miklós Rózsa en Max Steiner om de hoogste filmonderscheidingen.
Hij won tweemaal achter elkaar (in 1950 en 1951) de meest prestigieuze filmprijs, de Academy Award (Oscar); een prestatie die sindsdien (nog) niet geëvenaard is.

## Levensloop
Waxman studeerde in Berlijn en Dresden en componeerde in 1932 de muziek voor de film Der blaue Engel. In 1934 vluchtte hij voor het opkomende nationaalsocialisme in Duitsland naar de Verenigde Staten. In 1935 schreef hij de muziek voor de film Bride of Frankenstein, wat hem een vaste aanstelling bij Universal Pictures opleverde; later zou hij ook voor MGM en Warner Brothers werken. In 1948 gaat Waxman freelance, hij richt het Los Angeles Music Festival op en blijft hieraan twintig jaar verbonden. In 1966 schrijft hij voor het laatst filmmuziek voor de film "Lost Command". Tot zijn bekendere werken behoren de filmmuziek voor Prince Valiant en Peyton Place.

## Lijst van composities

### Orkestwerken
- Scherzetto, Thema & Variationen, voor kamerorkest, 1936;
- Souvenir de Paris, walsen voor kamerorkest, 1939;
- Rebecca: Manderley Ball Waltz & Rebecca Waltz, voor kamerorkest, 1940;
- A Mighty Fortress, symfonische fantasie, [naar de filmmuziek van Edge of Darkness], 1943;
- Elegy [naar de filmmuziek van Old Acquaintance], 1944;
- Athaneal the trumpeter, komische ouverture naar de filmmuziek van The Horn Blows at Midnight, 1944;
- Forsaken: A Lament for orchestra, 1944;
- Trumpet concerto, 1946;
- Carmen fantasy, naar Bizet en de filmmuziek voor Humoresque, voor viool en orkest, 1947, gearrangeerd door Igor Markevich voor trompet en orkest, 1993;
- Tristan und Isolde fantasy, naar R. Wagner], voor viool, piano en orkest, 1947;
- Roumanian Rhapsody #1, [naar George Enescu, 1947;
- Aud Lang Sygne Variations, voor piano en strijkorkest, 1947;
- Rhapsody, voor piano en orkest, 1947;
- The Charm Bracelet, voor kamerorkest, 1950;
- The Spirit of St. Louis, symfonische suite, naar de filmmuziek van dezelfde film voor spreekstem en orkest,1955;
- Goyana, voor piano en strijkers, 1960;
- Sinfonietta, voor pauken en strijkorkest, 1965

### Werken voor harmonieorkest
- Suite: The Bride of Frankenstein, (1935)
  1. Prelude
  2. Minuet
  3. Pastorale
  4. March
  5. Creation of the Female Monster
- "Huckleberry Finn" Overture, (1939)
- Clown On A Tightrope, (1957)
- Captains Courageous Suite
- Liberty Fanfare
- Objective, Burma! March
- Passacaglia
- Prince Valiant Fanfare
- Prince Valiant Suite
  1. Prelude
  2. King Aguar's Escape
  3. The Fens
  4. The First Chase
  5. The Tournament
  6. Sir Brack's Death
  7. Finale
- Ride to Dubno
- Suite: Demetrius and the Gladiators
  1. Prelude
  2. Lucia
  3. Messalina and Demetrius
  4. Interlude
  5. The Marriage of Life and Death
  6. Temptation
  7. The Dungeon
  8. Demetrius
  9. Return to Faith
- The Black-Foxe March
- The Medal Of Honor Suite

### Filmmuziek
- 1934 - Liliom; La crise est finie; Mauvaise Graine
- 1935 - Bride of Frankenstein
- 1936 - The Devil-Doll; Magnificent Obsession; Fury
- 1937 - Captains Courageous; A Day at the Races
- 1938 - A Christmas Carol; The Young in Heart (Oscar-nominatie); Three Comrades
- 1939 - At the Circus; On Borrowed Time; The Adventures of Huckleberry Finn; Lady of the Tropics
- 1940 - Boom Town; Rebecca (Oscar-nominatie); Strange Cargo
- 1941 - The Philadelphia Story; Dr. Jekyll ans Mr. Hide (Oscar-nominatie); Suspicion (Oscar-nominatie)
- 1942 - Tortilla Flat; Woman of the Year; Her Cardboard Lover
- 1943 - Air Force; Destination Tokyo; Edge of Darkness
- 1944 - Mr. Skeffington; Old Acquaintance
- 1945 - Objective, Burma! (Oscar-nominatie); God Is My Co-Pilot; Hotel Berlin; The Horn Blows at Midnight
- 1947 - Humoresque (Oscar-nominatie); Cry Wolf; Nora Prentiss; Possessed; The Two Mrs. Carrolls; Dark Passage; The Unsuspected
- 1948 - The Paradine Case; Sorry, Wrong Number
- 1949 - Night Unto Night; Alias Nick Beal
- 1950 - The Furies; Dark City; Night and the City; Sunset Boulevard (Oscar)
- 1951 - The Blue Veil; He Ran All the Way; A Place in the Sun (Oscar)
- 1952 - Come Back, Little Sheba
- 1953 - My Cousin Rachel; Stalag 17; Botany Bay
- 1954 - Anne of the Indies; Prince Valiant; Rear Window; The Silver Chalice (Oscar-nominatie); Elephant Walk
- 1955 - Mister Roberts; Untamed; Demetrius and the Gladiators
- 1956 - Crime in the Streets
- 1957 - Sayonara
- 1957 - Love in the Afternoon; The Spirit of St. Louis; Sayonara; Peyton Place
- 1958 - Run Silent, Run Deep
- 1959 - The Nun's Story (Oscar-nominatie); Beloved
- 1960 - Cimarron; The Story of Ruth
- 1961 - My Geisha; King of the Roaring 20's
- 1962 - Hemingway's Adventures of a Young Man; Taras Bulba (Oscar-nominatie)
- 1966 - Lost Command